# Jerzy Dąbrowski (dziennikarz)
Jerzy Dąbrowski (zm. 2020 w Warszawie) – dziennikarz, redaktor prasy młodzieżowej, redaktor techniczny Harcerskiej Gazety Nastolatków „Świat Młodych”, autor skryptów komiksów Ten piekielny Barnaba (1975) autorstwa Tadeusza Baranowskiego oraz Kuśmider i Filo (1976) Tadeusza Raczkiewicza.